# Liste des titres musicaux numéro un en Autriche en 2015
Cette page liste les titres numéro un dans les meilleures ventes de disques en Autriche pour l'année 2015.

## Classement des singles
| №  | Date         | Artiste                                  | Titre                         | Référence |
| -- | ------------ | ---------------------------------------- | ----------------------------- | --------- |
| 1  | 2 janvier    | Hozier                                   | Take Me to Church             |           |
| 2  | 9 janvier    | Hozier                                   | Take Me to Church             |           |
| 3  | 16 janvier   | Hozier                                   | Take Me to Church             |           |
| 4  | 23 janvier   | Hozier                                   | Take Me to Church             |           |
| 5  | 30 janvier   | Hozier                                   | Take Me to Church             |           |
| 6  | 6 février    | Hozier                                   | Take Me to Church             |           |
| 7  | 13 février   | Hozier                                   | Take Me to Church             |           |
| 8  | 20 février   | Ellie Goulding                           | Love Me Like You Do           |           |
| 9  | 27 février   | Ellie Goulding                           | Love Me Like You Do           |           |
| 10 | 6 mars       | Ellie Goulding                           | Love Me Like You Do           |           |
| 11 | 13 mars      | Ellie Goulding                           | Love Me Like You Do           |           |
| 12 | 20 mars      | OMI                                      | Cheerleader                   |           |
| 13 | 27 mars      | Lost Frequencies                         | Are You With Me               |           |
| 14 | 3 avril      | Lost Frequencies                         | Are You With Me               |           |
| 15 | 10 avril     | Lost Frequencies                         | Are You With Me               |           |
| 16 | 17 avril     | Wiz Khalifa feat. Charlie Puth           | See You Again                 |           |
| 17 | 24 avril     | Wiz Khalifa feat. Charlie Puth           | See You Again                 |           |
| 18 | 1er mai      | Wiz Khalifa feat. Charlie Puth           | See You Again                 |           |
| 19 | 8 mai        | Wiz Khalifa feat. Charlie Puth           | See You Again                 |           |
| 20 | 15 mai       | Wiz Khalifa feat. Charlie Puth           | See You Again                 |           |
| 21 | 22 mai       | Wiz Khalifa feat. Charlie Puth           | See You Again                 |           |
| 22 | 29 mai       | Jason Derulo                             | Want to Want Me               |           |
| 23 | 5 juin       | Måns Zelmerlöw                           | Heroes                        |           |
| 24 | 12 juin      | Måns Zelmerlöw                           | Heroes                        |           |
| 25 | 19 juin      | Felix Jaehn feat. Jasmine Thompson       | Ain't Nobody                  |           |
| 26 | 26 juin      | Avicii                                   | Waiting for Love              |           |
| 27 | 3 juillet    | Avicii                                   | Waiting for Love              |           |
| 28 | 10 juillet   | Anna Naklab feat. Alle Farben & Younotus | Supergirl                     |           |
| 29 | 17 juillet   | Anna Naklab feat. Alle Farben & Younotus | Supergirl                     |           |
| 30 | 24 juillet   | Lost Frequencies feat. Janieck Devy      | Reality                       |           |
| 31 | 31 juillet   | Lost Frequencies feat. Janieck Devy      | Reality                       |           |
| 32 | 7 août       | Lost Frequencies feat. Janieck Devy      | Reality                       |           |
| 33 | 14 août      | One Direction                            | Drag Me Down                  |           |
| 34 | 21 août      | Robin Schulz feat. Francesco Yates       | Sugar                         |           |
| 35 | 28 août      | Robin Schulz feat. Francesco Yates       | Sugar                         |           |
| 36 | 4 septembre  | Raoul Haspel                             | Schweigeminute (Traiskirchen) |           |
| 37 | 11 septembre | Justin Bieber                            | What Do You Mean?             |           |
| 38 | 18 septembre | Die Ärzte                                | Schrei nach Liebe             |           |
| 39 | 25 septembre | Sido feat. Andreas Bourani               | Astronaut                     |           |
| 40 | 2 octobre    | Sido feat. Andreas Bourani               | Astronaut                     |           |
| 41 | 9 octobre    | Sido feat. Andreas Bourani               | Astronaut                     |           |
| 42 | 16 octobre   | Sido feat. Andreas Bourani               | Astronaut                     |           |
| 43 | 23 octobre   | Sido feat. Andreas Bourani               | Astronaut                     |           |
| 44 | 30 octobre   | Sido feat. Andreas Bourani               | Astronaut                     |           |
| 45 | 6 novembre   | Adele                                    | Hello                         |           |
| 46 | 13 novembre  | Adele                                    | Hello                         |           |
| 47 | 20 novembre  | Adele                                    | Hello                         |           |
| 48 | 27 novembre  | Seiler und Speer                         | Ham kummst                    |           |
| 49 | 4 décembre   | Adele                                    | Hello                         |           |
| 50 | 11 décembre  | Seiler und Speer                         | Ham kummst                    |           |
| 51 | 18 décembre  | Seiler und Speer                         | Ham kummst                    |           |
| 52 | 25 décembre  | Seiler und Speer                         | Ham kummst                    |           |

## Classement des albums
| №  | Date         | Artiste                                                   | Titre                                           | Référence |
| -- | ------------ | --------------------------------------------------------- | ----------------------------------------------- | --------- |
| 1  | 2 janvier    | Compilation                                               | Sing meinen Song – Das Weihnachtskonzert (de)   |           |
| 2  | 9 janvier    | Udo Jürgens und seine Gäste                               | Mitten im Leben - Das Tribute Album             |           |
| 3  | 16 janvier   | Udo Jürgens und seine Gäste                               | Mitten im Leben - Das Tribute Album             |           |
| 4  | 23 janvier   | Orchestre philharmonique de Vienne Direction: Zubin Mehta | Neujahrskonzert 2015                            |           |
| 5  | 30 janvier   | Helene Fischer                                            | Farbenspiel                                     |           |
| 6  | 6 février    | Helene Fischer                                            | Farbenspiel                                     |           |
| 7  | 13 février   | Erste Allgemeine Verunsicherung                           | Werwolf-Attacke – Monsterball ist überall       |           |
| 8  | 20 février   | Erste Allgemeine Verunsicherung                           | Werwolf-Attacke – Monsterball ist überall       |           |
| 9  | 27 février   | Bushido                                                   | Carlo Cokxxx Nutten 3                           |           |
| 10 | 6 mars       | Bande originale                                           | Cinquante nuances de Grey                       |           |
| 11 | 13 mars      | Bilderbuch                                                | Schick Schock                                   |           |
| 12 | 20 mars      | Madonna                                                   | Rebel Heart                                     |           |
| 13 | 27 mars      | Mark Knopfler                                             | Tracker                                         |           |
| 14 | 3 avril      | Erste Allgemeine Verunsicherung                           | Werwolf-Attacke – Monsterball ist überall       |           |
| 15 | 10 avril     | Udo Jürgens mit dem Pepe Lienhard Orchester               | Das letzte Konzert Zürich 2014 – Live           |           |
| 16 | 17 avril     | Frei.Wild                                                 | Opposition                                      |           |
| 17 | 24 avril     | Seer                                                      | Fesch                                           |           |
| 18 | 1er mai      | SpongeBozz                                                | Planktonweed Tape                               |           |
| 19 | 8 mai        | Dat Adam                                                  | Chrome                                          |           |
| 20 | 15 mai       | Parov Stelar                                              | The Demon Diaries                               |           |
| 21 | 22 mai       | Genetikk                                                  | Achter Tag                                      |           |
| 22 | 29 mai       | Conchita Wurst                                            | Conchita                                        |           |
| 23 | 5 juin       | Conchita Wurst                                            | Conchita                                        |           |
| 24 | 12 juin      | Andreas Gabalier                                          | Mountain Man                                    |           |
| 25 | 19 juin      | Compilation                                               | Sing meinen Song – Das Tauschkonzert – Volume 2 |           |
| 26 | 26 juin      | KC Rebell                                                 | Fata Morgana                                    |           |
| 27 | 3 juillet    | Compilation                                               | Sing meinen Song – Das Tauschkonzert – Volume 2 |           |
| 28 | 10 juillet   | Die Amigos                                                | Santiago Blue                                   |           |
| 29 | 17 juillet   | Cro                                                       | MTV Unplugged                                   |           |
| 30 | 24 juillet   | Compilation                                               | Sing meinen Song – Das Tauschkonzert – Volume 2 |           |
| 31 | 31 juillet   | Compilation                                               | Sing meinen Song – Das Tauschkonzert – Volume 2 |           |
| 32 | 7 août       | Marc Pircher                                              | Leider zu gefährlich                            |           |
| 33 | 14 août      | Cro                                                       | MTV Unplugged                                   |           |
| 34 | 21 août      | Paul Kalkbrenner                                          | 7                                               |           |
| 35 | 28 août      | Dame                                                      | Lebendig begraben                               |           |
| 36 | 4 septembre  | Bon Jovi                                                  | Burning Bridges                                 |           |
| 37 | 11 septembre | Motörhead                                                 | Bad Magic                                       |           |
| 38 | 18 septembre | Iron Maiden                                               | The Book of Souls                               |           |
| 39 | 25 septembre | Oliver Haidt                                              | Liebe pur                                       |           |
| 40 | 2 octobre    | Keith Richards                                            | Crosseyed Heart                                 |           |
| 41 | 9 octobre    | The BossHoss                                              | Dos Bros                                        |           |
| 42 | 16 octobre   | Wanda                                                     | Bussi                                           |           |
| 43 | 23 octobre   | Wanda                                                     | Bussi                                           |           |
| 44 | 30 octobre   | Wanda                                                     | Bussi                                           |           |
| 45 | 6 novembre   | 5 Seconds of Summer                                       | Sounds Good, Feels Good                         |           |
| 46 | 13 novembre  | Wanda                                                     | Bussi                                           |           |
| 47 | 20 novembre  | Bushido & Shindy                                          | Cla$$ic                                         |           |
| 48 | 27 novembre  | Helene Fischer & the Royal Philharmonic Orchestra         | Weihnachten                                     |           |
| 49 | 4 décembre   | Adele                                                     | 25                                              |           |
| 50 | 11 décembre  | Helene Fischer & the Royal Philharmonic Orchestra         | Weihnachten                                     |           |
| 51 | 18 décembre  | Helene Fischer & the Royal Philharmonic Orchestra         | Weihnachten                                     |           |
| 52 | 25 décembre  | Helene Fischer & the Royal Philharmonic Orchestra         | Weihnachten                                     |           |

## Hit-Parade de l'année
| Singles | Albums |
| --- | --- |
| 1. OMI – Cheerleader 2. Lost Frequencies – Are You with Me 3. Major Lazer & DJ Snake feat. MØ – Lean On 4. Wiz Khalifa feat. Charlie Puth – See You Again 5. Ellie Goulding – Love Me like You Do 6. Seiler und Speer – Ham kummst 7. Adele – Hello 8. Sido feat. Andreas Bourani – Astronaut 9. Felix Jaehn feat. Jasmine Thompson – Ain't Nobody 10. Robin Schulz feat. Francesco Yates – Sugar | 1. Helene Fischer – Weihnachten 2. Helene Fischer – Farbenspiel 3. Adele – 25 4. Seiler und Speer – Ham kummst 5. Wanda – Amore 6. Andreas Gabalier – Mountain Man 7. Sarah Connor – Muttersprache 8. Compilation – Sing meinen Song – Das Tauschkonzert (de) Vol. 2 9. Wanda – Bussi 10. Andreas Bourani – Hey |